# The Detroit Emeralds
The Detroit Emeralds was een Amerikaans r&b/soul-zangtrio, bekend uit de jaren 1970. Ze genoten van een reeks succesvolle records in het decennium, waaronder hun trans-Atlantische hit Feel the Need in Me uit 1973.

## Bezetting
- Abrim Tilmon[4]
- Ivory Tilmon[5]
- James Mitchell[6]
- Marvin Willis[7]

## Geschiedenis
The Emeralds werden geformeerd als een vocale harmony groep in Little Rock en oorspronkelijk samengesteld uit de vier broers Ivory, Abrim, Cleophus en Raymond Tilmon. Nadat Cleophus en Raymond vertrokken, werden de overgebleven Tilmon-broers vergezeld door jeugdvriend James Mitchell. Na hun verhuizing naar Detroit en hun naamswijziging naar The Detroit Emeralds had het trio in 1968 hun eerste succes met Show Time in de r&b-hitlijst bij Ric-Tic Records.
In 1970 tekenden ze bij het andere in Detroit gevestigd Westbound Records. Tijdens hun tournee in Memphis namen ze enkele demonummers op in de Hi-opnamestudio's, geleid door topproducent Willie Mitchell, waaraan ze in Detroit zang en strijkers toevoegden. Deze aanpak werkte en bracht hen de hit If I Lose Your Love, die werd gevolgd door een reeks successen, waaronder Do Me Right, You Want It, You Got It en Baby Let Me Take You (In My Arms), die allemaal de Amerikaanse r&b Top 10 haalden, terwijl de laatste in 1972 ook nummer 24 bereikte in de Amerikaanse Billboard Hot 100.
Het nummer Feel the Need in Me, waarvoor ze nu het best worden herinnerd, bereikte nummer 22 in de Amerikaanse r&b-hitlijst in 1973 en vier jaar later kwam ook een nieuwe, langere versie in de hitparade. Het oorspronkelijke nummer bereikte de top vijf in de Britse singlehitlijst in 1973 en de latere productie haalde ook de Britse-hitlijst in 1977 (#12). You Want It You Got It werd opnieuw uitgebracht in het Verenigd Koninkrijk als vervolg op de eerste Feel the Need in Me en bereikte ook de Britse Top 20 in 1973. Abrim Tilmon schreef al hun hits, terwijl hij ook de nummers arrangeerde en produceerde. De blazers en strijkers werden gearrangeerd door de met een Grammy Award bekroonde arrangeur Johnny Allen. De hoorns en strijkers werden opgenomen in Detroit met Carl Austin als concertmeester en Johnny Trudell die de hoornsectie leidde.
In 1974 viel de groep uit elkaar en op een gegeven moment waren er twee groepen die de naam gebruikten. Abe Tilmon vormde een nieuwe groep onder de naam Detroit Emeralds, terwijl James Mitchell, samen met Marvin Willis, schreef voor de andere groep The Floaters (Paul Mitchell van de Floaters is de broer van James). James Mitchell, Ivory Tilmon en Marvin Willis bleven door de jaren heen toeren als de Detroit Emeralds, samen met verschillende bands, achtergrondzangers (waaronder Gerald Ervin, de eerste neef van James Mitchell) en muzikanten, waaronder The Flaming Emeralds, (Arthur 'Buster' Marbury op drums, Kenny Goodman en Joseph (Jotown) Slanda op gitaar en zang.) De groep bleef live optredens geven en Abe voegde zich weer bij James en Ivory voor een tournee in 1977. James Mitchell, Ivory Tilmon en Marvin Willis bleven toeren met de Detroit Emeralds en hun band (Dave Dean op keyboards, Simon Gardner op gitaar, Andy Avent op bas en Martin Kautz op drums). Ze bleven enkele jaren actief in het oldies- en cabaretcircuit. Later openden ze in Detroit hun eigen nachtclub, die ze The Emerald Lounge noemden en waarin ze nieuwkomers de kans boden met eerste optredens.

## Nalatenschap
Hun nummer You're Gettin' a Little Too Smart werd gesampled door een aantal hedendaagse artiesten, waaronder Nas, Raekwon, Limp Bizkit, Main Source, Pete Rock & CL Smooth, DJ Krush, Common, Monica, Chill Rob G en Kendrick Lamar. Feel the Need in Me werd gesampled in de clubhit Can't Fake It (2005) van Andrea T Mendoza. Baby Let Me Take You (In My Arms) werd gesampled door De La Soul in Say No Go. Evenzo werd I Don't Just Know About This Girl gesampled door Method Man op zijn album Tical 0: The Prequel (2004). Watcha Gonna Wear Now werd gesampled door J Dilla voor zijn album Donuts uit 2006. Feel the Need in Me werd in 1974 gecoverd door Graham Central Station, Bryan Ferry in 1978 (als Feel the Need) en in 1983 door Forrest.

## Overlijden
Abrim Tilmon overleed op 6 juli 1982 op 37-jarige leeftijd in zijn huis in Southfield, Michigan aan een hartaanval. Er werd gezegd dat er op dat moment een reünie van de groep gepland was. Hij werd overleefd door zijn vrouw Janyce, zoon Steve en dochter Cathy.

## Discografie

### Singles
- 1972: You Want It, You Got It
- 1972: Baby Let Me Take You (In My Arms)
- 1973: Feel The Need In Me
- 1977: Feel The Need In Me

### Studio-albums
- 1971: Do me Right
- 1972: You Want it, you got It
- 1973: I'm in Love With You
- 1977: Feel the Need
- 1978: Let's get Together

### Compilaties
- 1973: Abe, James & Ivory
- 1993: I'm in Love With You/Feel the Need
- 1993: Do me Right/You Wantg it you ot It
- 1998: Greatest Hits

### NPO Radio 2 Top 2000
Van The Detroit Emeralds stond alleen Feel the need in me in 1999 in de NPO Radio 2 Top 2000, op plek 1724.